# Чемпионат Европы по горному бегу 2008
Чемпионат Европы по горному бегу 2008 года прошёл 12 июля в городе Целль-ам-Хармерсбах (Германия). Участники соревновались в дисциплине горного бега «вверх-вниз». Разыгрывались 8 комплектов наград: по 4 в индивидуальном и командном зачётах. Соревнования проходили среди взрослых спортсменов и юниоров (до 20 лет).
Участники выявляли сильнейших на круговой трассе длиной 4,1 км, проложенной по склонам горного массива Шварцвальд. Около 60 процентов маршрута лежало в тени соснового леса. Перепад высот на одном круге составлял 238 метров.
На старт вышли 227 бегунов (126 мужчин и 101 женщина) из 25 стран Европы. Каждая страна могла выставить до 4 человек в забеги мужчин, женщин и юниоров, а также до 3 человек — в забег юниорок. Командное первенство подводилось по сумме мест трёх лучших участников у мужчин, женщин и юниоров и двух лучших участниц — у юниорок.
Юниорские забеги прошли во второй раз в истории. Мария Быкова стала первой россиянкой, выигравшей соревнования среди спортсменок до 20 лет. Её соотечественница Татьяна Пророкова заняла третье место, что позволило девушкам стать лучшими в командном зачёте. Быкова стала только второй бегуньей из России, выигравшей индивидуальный забег чемпионата Европы. До неё это удавалось только Светлане Демиденко в 2001 и 2002 годах.
Среди юниоров до 20 лет все медали во второй раз подряд завоевали представители Турции. При этом из прошлогоднего состава в команде остался только один человек — Эмрах Акалын.
В женском забеге Элиза Деско смогла опередить на второй половине дистанции Сару Танстолл из Великобритании и выиграла золотую медаль. Она стала первой итальянкой за последние 10 лет, победившей на чемпионате Европы.
Ахмет Арслан из Турции успешно защитил чемпионское звание, добытое годом ранее. Ему вновь удалось опередить сильных бегунов из Италии, в том числе пятикратного чемпиона мира Марко Де Гаспери.

## Расписание
| Дата         | Время | Забег   |
| ------------ | ----- | ------- |
| 12 июля 2008 | 13:00 | Юниорки |
| 12 июля 2008 | 13:45 | Юниоры  |
| 12 июля 2008 | 14:45 | Женщины |
| 12 июля 2008 | 15:45 | Мужчины |

Время местное (UTC+2)

## Призёры
Курсивом выделены участники, чей результат не пошёл в зачёт команды

### Мужчины и юниоры
| Дисциплина                                  | Золото                                                                         | Золото   | Серебро                                                                              | Серебро | Бронза                                                                       | Бронза  |
| ------------------------------------------- | ------------------------------------------------------------------------------ | -------- | ------------------------------------------------------------------------------------ | ------- | ---------------------------------------------------------------------------- | ------- |
| 12,85 км перепад высот: +804 м −714 м       | Ахмет Арслан Турция                                                            | 50.01    | Бернард Дематтеис Италия                                                             | 50.29   | Марко Де Гаспери Италия                                                      | 50.57   |
| 12,85 км (команды)                          | Италия · Бернард Дематтеис · Марко Де Гаспери · Марко Гайярдо · Габриэле Абате | 11 очков | Испания · Хавьер Креспо · Кристофоль Кастаньер · Висенте Капитан · Хосе Луис Капитан | 32 очка | Франция · Жюльен Ранкон · Раймон Фонтен · Эмманюэль Месса · Жорж Бюррье      | 32 очка |
| Юниоры 8,75 км перепад высот: +566 м −476 м | Хасан Пак Турция                                                               | 35.23    | Алпер Демир Турция                                                                   | 35.58   | Эмрах Акалын Турция                                                          | 36.09   |
| Юниоры 8,75 км (команды)                    | Турция · Хасан Пак · Алпер Демир · Эмрах Акалын · Адем Караташ                 | 6 очков  | Италия · Ксавье Шеврье · Лука Ре · Марко Леони · Лука Каньяти                        | 31 очко | Россия · Марк Толстихин · Андрей Шкляев · Александр Гишко · Всеволод Новиков | 32 очка |

### Женщины и юниорки
| Дисциплина                                  | Золото                                                                         | Золото   | Серебро                                                   | Серебро | Бронза                                                                             | Бронза   |
| ------------------------------------------- | ------------------------------------------------------------------------------ | -------- | --------------------------------------------------------- | ------- | ---------------------------------------------------------------------------------- | -------- |
| 8,75 км перепад высот: +566 м −476 м        | Элиза Деско Италия                                                             | 40.00    | Констанс Девийер Франция                                  | 40.18   | Сара Танстолл Великобритания                                                       | 40.48    |
| 8,75 км (команды)                           | Великобритания · Сара Танстолл · Виктория Уилкинсон · Кэти Ингрэм · Кэндис Леа | 17 очков | Франция · Констанс Девийер · Изабель Гийо · Валери Галлан | 21 очко | Италия · Элиза Деско · Мария Грация Роберти · Кристина Сколари · Виттория Сальвини | 22 очка  |
| Юниорки 4,1 км перепад высот: +238 м −238 м | Мария Быкова Россия                                                            | 18.45    | Эсра Гюллю Турция                                         | 18.48   | Татьяна Пророкова Россия                                                           | 18.54    |
| Юниорки 4,1 км (команды)                    | Россия · Мария Быкова · Татьяна Пророкова · Анастасия Михайлова                | 4 очка   | Турция · Эсра Гюллю · Джансу Туралы · Хюлья Онгун         | 8 очков | Великобритания · Ханна Бейтсон · Элинор Кирк · Джессика Мартин                     | 17 очков |

## Медальный зачёт
Медали завоевали представители 6 стран-участниц.
 Принимающая страна
| Место | Страна         | Золото | Серебро | Бронза | Всего |
| ----- | -------------- | ------ | ------- | ------ | ----- |
| 1     | Турция         | 3      | 3       | 1      | 7     |
| 2     | Италия         | 2      | 2       | 2      | 6     |
| 3     | Россия         | 2      | 0       | 2      | 4     |
| 4     | Великобритания | 1      | 0       | 2      | 3     |
| 5     | Франция        | 0      | 2       | 1      | 3     |
| 6     | Испания        | 0      | 1       | 0      | 1     |
| Всего | Всего          | 8      | 8       | 8      | 24    |